# Famille de Moulins d'Amieu de Beaufort
Pour les articles homonymes, voir Moulins.
La famille de Moulins d'Amieu de Beaufort est une famille française subsistante, originaire d'Île-de-France.
Elle a notamment donné l'évêque Éric de Moulins-Beaufort (1962) et le journaliste Xavier de Moulins (1971).

## Histoire
Le premier aïeul connu de cette famille parisienne est Pierre Jupière dit Desmoulins († avant 1781), domestique de son état. Son fils Pierre (1758-1803) prend le patronyme Jupière des Moulins. Par décret du 18 septembre 1954 les Moulins sont autorisés à relever le nom d'une famille alliée au XIXe siècle ; d'Amieu de Beaufort,,. Charles de Moulins (1874-1967), officier de cavalerie, fut ainsi le premier à s'appeler de Moulins d'Amieu de Beaufort.
Pierre-Marie Dioudonnat explique que, malgré ses revendications, il ne faut pas confondre cette famille de Moulins avec la famille éteinte de Moulins de Rochefort. Cet auteur ajoute que la famille de Moulins, qui ne figure dans aucun nobiliaire, revendique être une branche « oubliée » au XVe siècle de la famille noble éteinte de Moulins de Rochefort. 

## Personnalités
- Éric de Moulins d'Amieu de Beaufort (1962), évêque catholique français, évêque auxiliaire de Paris (2008), archevêque de Reims (2018), président de la Conférence des évêques de France (2019), fils du précédent.
- Xavier de Moulins d'Amieu de Beaufort (1971), journaliste, cousin germain du précédent.

## Portraits

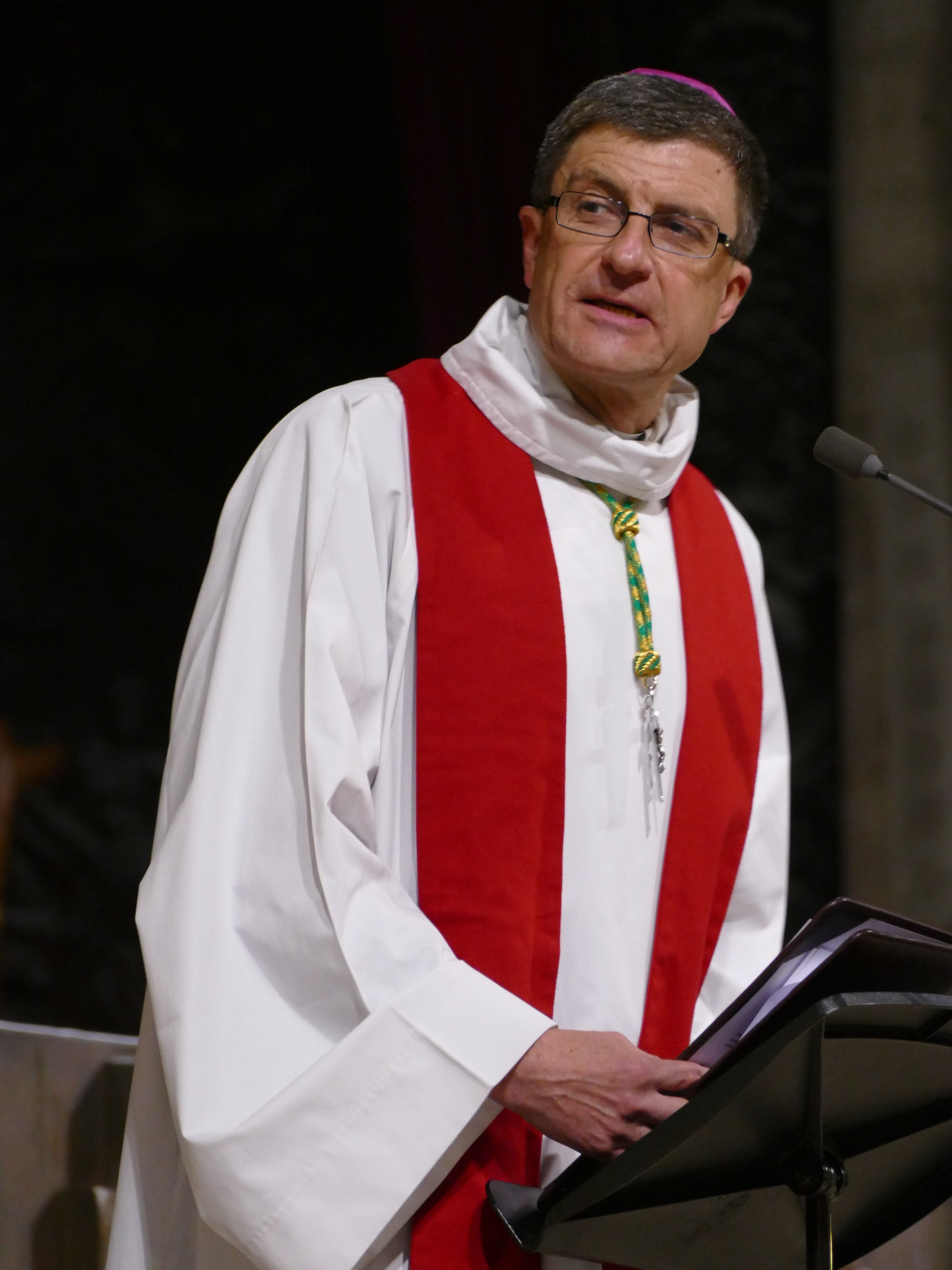
Éric de Moulins-Beaufort
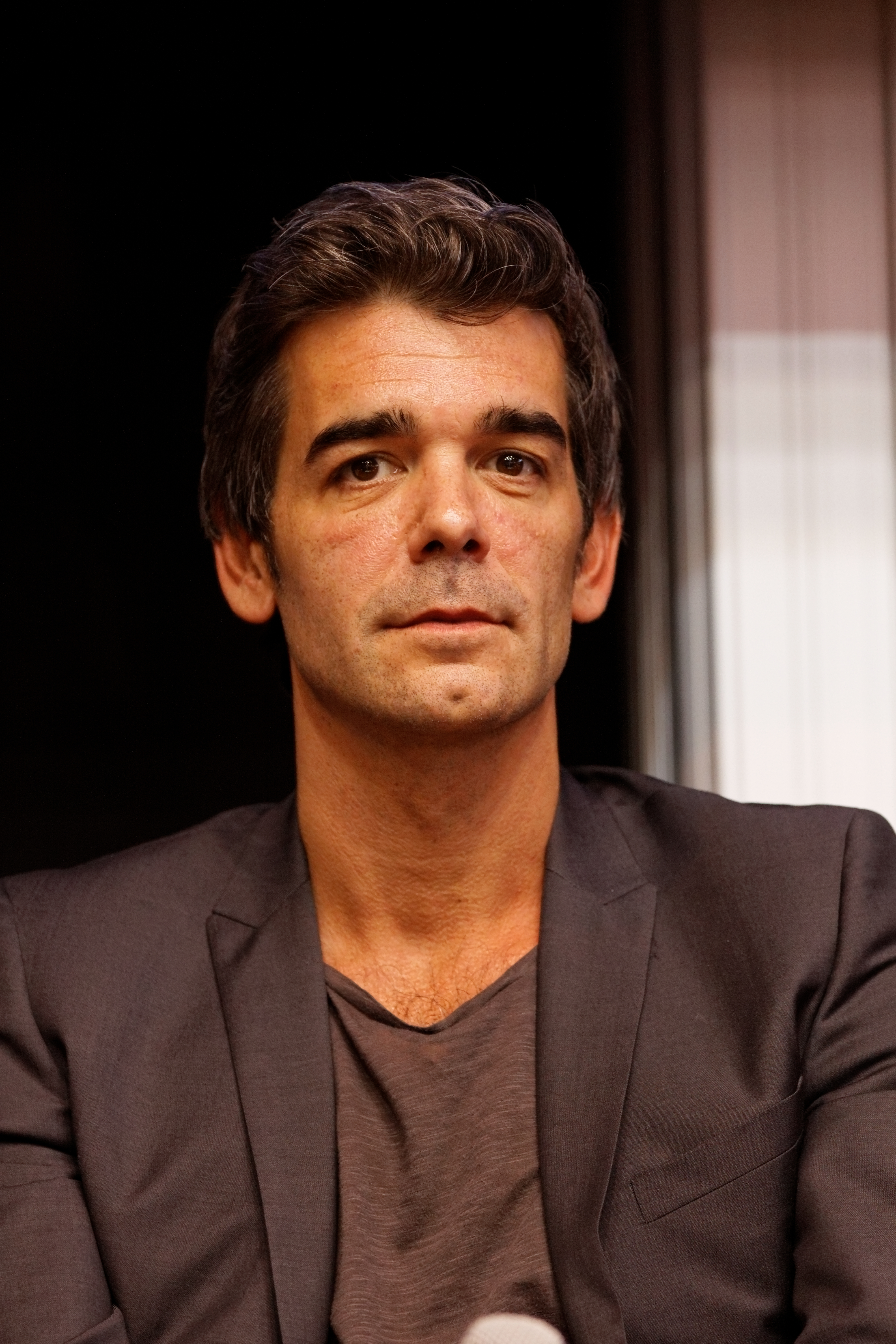
Xavier de Moulins

## Alliances
Les principales alliances de cette famille sont : Liénard, Bouton

## Pour approfondir